# Províncies de l'Equador
La República de l'Equador es divideix en 22 províncies. Aquestes, al seu torn, es divideixen en 215 cantons, que contenen 788 parròquies rurals i 367 parròquies urbanes. Cada província escull un Consell Provincial, dirigit per un Prefecte, i cada cantó escull el seu Consell Cantonal, dirigit per un alcalde. Les parròquies d'un mateix cantó estan sota jurisdicció del mateix Consell Cantonal i el mateix alcalde.

## Llista de províncies
- Província d'Azuay
- Província de Bolívar
- Província de Carchi
- Província de Cañar
- Província de Chimborazo
- Província de Cotopaxi
- Província d'El Oro
- Província d'Esmeraldas
- Província de Galápagos
- Província del Guayas
- Província d'Imbabura
- Província de Loja
- Província de Los Ríos
- Província de Manabí
- Província de Morona-Santiago
- Província de Napo
- Província d'Orellana
- Província de Pastaza
- Província de Pichincha
- Província de Santa Elena

Províncies de l'Equador

- Província de Santo Domingo de los Tsáchilas
- Província de Sucumbíos
- Província de Tungurahua
- Província de Zamora-Chinchipe